# Pete Burns
Pete Burns, właśc. Peter Jozzeppi Burns (ur. 5 sierpnia 1959 w Port Sunlight, zm. 23 października 2016 w Londynie) – brytyjski piosenkarz i autor tekstów piosenek, wokalista i frontman popularnej w latach osiemdziesiątych grupy synth-popowej Dead or Alive, najbardziej znanej z przeboju „You Spin Me Round (Like a Record)”.

## Życiorys
Urodził się w Port Sunlight, jako syn Evy Burns, pochodzącej z Heidelbergu Żydówki zmarłej na raka, i Francisa Burnsa, Anglika. W wieku dwunastu lat czuł potrzebę bycia odmiennym i zaczął eksperymentować ze swoimi włosami i wyglądem. Stał się obiektem drwin nauczycieli i kolegów, aż w końcu opuścił szkołę w wieku szesnastu lat. Był na krótko członkiem zespołu The Mystery Girls, a następnie w latach 1974–79 liderem punkowej grupy Nightmares in Wax grającej proto-rock gotycki, która wydała singiel „Black Leather” i minialbum „Birth Of A Nation”. Kiedy starał się o pracę w salonie fryzjerskim, poznał tam nastoletnią fryzjerkę Lynne Corlett, która cztery lata później w dniu 8 sierpnia 1980 została jego żoną.
Pracował dorywczo, w wieku osiemnastu lat zatrudnił się w sklepie Probe Records przy Button Street w centrum Liverpoolu i uczęszczał na spotkania muzyczne. W 1980 został wokalistą zespołu pop/disco Dead or Alive. Pierwsze cztery single („I'm Falling” (1980), „Number Eleven” (1981), „It's Been Hours Now” (1982) i „The Stranger” (1982) przeszły bez echa. Utwór „Misty Circles” (1983) trafił na czwarte miejsce listy najlepiej sprzedających się singli disco w USA. W 1984 ukazał się debiutancki album pt. „Sophisticated Boom Boom”. Rok później druga płyta pt. „Youthquake” zdobyła status złotej w Wielkiej Brytanii i USA, a promujący ją przebój „You Spin Me Round (Like A Record)” stał się numerem jeden na Top 10 w Wielkiej Brytanii. Utwór „Brand New Lover”, pochodzący z trzeciego albumu „Mad, Bad and Dangerous To Know” znalazł się na miejscu pierwszym na Top 10 w USA, a kolejne dwie wydane płyty „Rip It Up” (1987) i „Nude” (1988) zyskały status złotej płyty w Japonii.
Podobnie jak brytyjski wokalista zespołu Culture Club – Boy George i aktor Alexis Arquette, Pete Burns określił swoją osobowość jako androgyniczną. W roku 2000 oddał się zabiegowi chirurgii plastycznej, w swoje usta miał wstrzykiwany poliakrylamid, przeszedł kosmetyczny zabieg chirurgiczny policzka i nosa. W roku 2006 przyznał jednak, że zabieg na usta został fatalnie przeprowadzony, przez co Burns miesiącami walczył z depresją i myślami samobójczymi, musiał się poddać także operacji rekonstrukcji twarzy.
W maju 2006 została wydana jego autobiografia Freak Unique (Unikalny dziwoląg), w której pisze o swoim życiu i ujawnia, że w młodym wieku został zgwałcony przez człowieka, który nigdy nie był ścigany, a także o jego trwałej depresji i próbach samobójczych. Wystąpił wraz z Dennisem Rodmanem w brytyjskiej edycji reality show Celebrity Big Brother (2006). Po zakończeniu programu do sklepów trafiła reedycja najpopularniejszego singla Dead or Alive „You Spin Me Round (Like a Record)”. 
Burns i jego żona, Lynne Corlett, rozwiedli się w 2006 po ponad dwudziestu pięciu latach małżeństwa, mimo to pozostali bardzo bliskimi przyjaciółmi. 6 lipca 2007 Burns zawarł związek cywilny z fotografem Michaelem Simpsonem. Rozeszli się jednak dwa lata później, w 2008 roku, a Burns stwierdził, że małżeństwa homoseksualne nie działają jak trzeba, i że lepiej być w związku małżeńskim z kobietą.
Zmarł 23 października 2016 w Londynie w wyniku nagłego zatrzymania krążenia. Miał 57 lat.

## Dyskografia z Dead or Alive i single solo

### Albumy
- 1984: Sophisticated Boom Boom
- 1985: Youthquake
- 1986: Mad, Bad, and Dangerous to Know
- 1987: Rip It Up
- 1988: Nude
- 1989: Nude Remade Remodelled (nowa edycja)
- 1990: Fan the Flame (tylko w Japonii)
- 1995: Nukleopatra
- 2000: Fragile (tylko w Japonii)
- 2001: Unbreakable
- 2003: Evolution: The Hits

### Single
- 1980: „I'm Falling”
- 1981: „Number Eleven”
- 1982: „It's Been Hours Now"
- 1982: „The Stranger”
- 1983: „Misty Circles”
- 1983: „What I Want”
- 1984: „I'd Do Anything”
- 1984: „That's the Way (I Like It)”
- 1984: „What I Want” (reedycja)
- 1984: „You Spin Me Round"
- 1985: „Lover Come Back to Me”
- 1985: „In Too Deep”
- 1985: „My Heart Goes Bang (Get Me to the Doctor)”
- 1986: „Brand New Lover”
- 1987: „Something in My House”
- 1987: „Hooked on Love”
- 1987: „I'll Save You All My Kisses”

### Single c.d.
- 1988: „Turn Around and Count 2 Ten”
- 1989: „Come Home with Me Baby”
- 1989: „Baby Don't Say Goodbye”
- 1991: „Your Sweetness (Is Your Weakness)”
- 1991: „Gone 2 Long”
- 1991: „Unhappy Birthday” / „Total Stranger”
- 1994: „Rebel Rebel” („International Chrysis”)
- 1996: „You Spin Me Round (Like a Record)” ('96 remix)
- 1996: „Sex Drive”
- 2001: „Hit and Run Lover”
- 2003: „You Spin Me Round 2003”
- 2006: „You Spin Me Round (Like a Record)” (reedycja)

### Single solo
- 2004: „Jack and Jill Party”
- 2010: „Never Marry an Icon”
- 2014: „Glam with Pete Burns: Sex Drive 2014 Remixes”